# Cú mèo lửa Bắc Mỹ
Cú mèo lửa Bắc Mỹ, tên khoa học Psiloscops flammeolus, là một loài chim trong họ Strigidae.